# SLC7A5
SLC7A5 (solute carrier family 7 member 5), или лёгкая цепь 4F2 — мембранный белок семейства транспортёров растворённых веществ. Продукт гена человека SLC7A5.

## Функции
Гетеродимер с лёгкой цепью SLC3A2 функционирует как натрий-независимый высокоаффинный транспортёр больших нейтральных аминокислот, таких как фенилаланин, тирозин, L-диоксифенилаланин (L-ДОФА), лейцин, гистидин, метионин и триптофан.
Играет роль антипорта аминокислот. Может участвовать в транспорте L-ДОФА через гематоэнцефалический барьер и играть роль основного транспортёра тирозина в фибробластах. Может опосредовать транспорт тироидных гормонов трийодтиронина (T3) и тироксина (T4) через клеточную мембрану.
Белок также играет роль в поглощении метилртути (MeHg), назначенной в виде комплекса с L-цистеином или D,L-гомоцистеином. Участвует в клеточной активности низкомолекулярных нитрозотиолов за счёт стереоселективного транспорта L-нитрозоцистеина через мембрану.